# ADN polimerasa
Las ADN polimerasas son enzimas (celulares o virales) que intervienen en el proceso de replicación del ADN. Llevan a cabo la síntesis de la nueva cadena de ADN emparejando los desoxirribonucleótidos trifosfato (dNTP) con los desoxirribonucleótidos complementarios correspondientes del ADN molde. Los dNTP que se usan en la replicación del ADN contienen tres fosfatos unidos al grupo hidroxilo 5' de la desoxirribosa y dependiendo de la base nitrogenada serán dATP, dTTP, dCTP o dGTP. La reacción fundamental es una transferencia de un grupo fosfato en la que el grupo 3'-OH actúa como nucleófilo en el extremo 3' de la cadena que está en crecimiento. El ataque nucleofílico se produce sobre el fosfato α (el más próximo a la desoxirribosa) del desoxirribonucleósido 5' trifosfato que entra, liberándose pirofosfato inorgánico y alargándose el ADN (al formarse un nuevo enlace fosfodiéster). A diferencia de la mayoría de procesos biológicos que ocurren en la célula en los que solo se separa un grupo fosfato (Pi), durante la replicación se separan los dos últimos grupos fosfato, en forma de grupo pirofosfato (PPi)
Este proceso se puede resumir en una ecuación química:
 (DNA)n + dNTP ↔ (DNA)n+1 + PPi
A pesar de que la ADN polimerasa solo tiene un sitio activo para emparejar los cuatro dNTPs diferentes, la unión correcta de los pares de bases A:T, C:G es posible basándose en la geometría de estos: si la unión es incorrecta se produce un desplazamiento del fosfato α haciendo más difícil su unión al extremo 3'-OH y ralentizando así el ritmo de catalísis, lo que da lugar a que la ADN polimerasa añada preferentemente las bases correctas.
Las ADN polimerasas pueden añadir hasta 1000 nucleótidos por segundo. Esto es debido a su naturaleza, es decir, el número de nucleótidos que son capaces de añadir cada vez que se asocian al molde de ADN que van a copiar. Dado que la adición de los nucleótidos es un proceso que dura unos milisegundos, la velocidad de catálisis va a depender del tiempo que la ADN polimerasa permanece unida al ADN, esto es, de su procesividad.

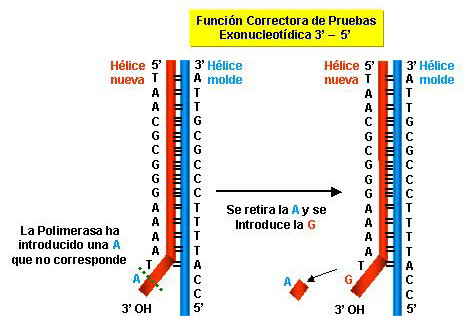
Función correctora exonucleasa 3' → 5' de las ADN polimerasas.

El crecimiento de la nueva cadena se produce en dirección 5' → 3', ya que se requiere de un grupo 3'-OH libre de la cadena molde para el inicio de la síntesis, puesto que este es el que realiza el ataque nucleofílico sobre el fosfato α del dNTP, de forma que las ADN polimerasas requieren de un iniciador 3'-OH llamado cebador (que puede ser de ADN o ARN, excepto las telomerasas que no lo necesitan) que es sintetizado por la ARN primasa. El extremo 3' del cebador se denomina extremo cebador.
Las ADN polimerasas también realizan otras funciones durante el proceso de replicación. Además de participar en la elongación, desempeñan una función correctora y reparadora gracias a su actividad exonucleasa 3', que les confiere la capacidad de degradar el ADN partiendo de un extremo de este. Es importante que existan estos mecanismos de corrección ya que de lo contrario los errores producidos durante la copia del ADN darían lugar a mutaciones.

## Funciones
Las ADN polimerasas pueden agregar nucleótidos libres solo al extremo 3' de la cadena de ADN en formación. Esto provoca que el alargamiento de la cadena en formación se realice en la dirección 5'-3 '. Ninguna ADN polimerasa conocida puede iniciar una hebra de ADN nuevamente, es decir, no puede colocar el primer nucleótido en la hebra, luego de unir el segundo, luego el tercero, y así sucesivamente. Todo lo que pueden hacer es alargar una cadena existente por su extremo 3'-OH, por lo que siempre debe haber un fragmento inicial ya formado. Esta es la razón por la que la ADN polimerasa necesita un cebador preformado al que agregar nucleótidos. Los cebadores pueden estar formados por ARN o ADN. En la replicación del ADN, las dos primeras bases son siempre ARN y son sintetizadas por otra enzima llamada primasa. También se requiere una enzima llamada helicasa para desenredar el ADN y deshacer en esa región su estructura de doble hebra y formar la estructura de dos hebras simples bifurcadas (esta región es la horquilla de replicación), lo que facilita la replicación de cada una de las hebras siguiendo el modelo semiconservador de replicación del ADN.
Otra propiedad que tienen algunas ADN polimerasas, pero no todas, es la corrección de errores. Este proceso corrige los errores producidos durante la formación del ADN neosintetizado. Cuando se reconoce un par de bases incorrectamente colocado, la ADN polimerasa invierte la dirección de su movimiento al retrasar un par de bases. Esta actividad exonucleasa 3'-5' de la enzima permite eliminar el par de bases incorrecto para luego ser reemplazado por el correcto, la propia polimerasa que continuará la replicación. Esta actividad se llama corrección de pruebas. Las ADN polimerasas se utilizan ampliamente en experimentos de biología molecular.
Las ADN polimerasas tienen una estructura muy conservada, lo que significa que sus subunidades catalíticas varían muy poco de una especie a otra. Las estructuras conservadas generalmente realizan funciones importantes e insustituibles en la célula, cuyo mantenimiento produce una serie de ventajas.

### Estructura
Las ADN polimerasas conocidas tienen una estructura muy conservada, lo que significa que sus subunidades catalíticas generales varían muy poco de una especie a otra, independientemente de sus estructuras de dominio. Las estructuras conservadas suelen indicar funciones importantes e insustituibles de la célula, cuyo mantenimiento proporciona ventajas evolutivas. La forma se puede describir como una mano derecha con dominios de pulgar, dedo y palma. El dominio de la palma parece funcionar catalizando la transferencia de grupos fosforilo en la reacción de transferencia de fosforilo. El ADN se une a la palma cuando la enzima está activa. Se cree que esta reacción está catalizada por un mecanismo de iones de dos metales. El dominio de los dedos funciona para unir los nucleósidos trifosfatos con la base de la plantilla. El dominio del pulgar juega un papel potencial en la procesividad, la translocación y el posicionamiento del ADN. 

### Procesividad
La rápida catálisis de la ADN polimerasa se debe a su naturaleza procesiva. La procesividad es una característica de las enzimas que funcionan sobre sustratos poliméricos. En el caso de la ADN polimerasa, el grado de procesividad se refiere al número medio de nucleótidos añadidos cada vez que la enzima se une a una plantilla. La ADN polimerasa promedio requiere aproximadamente un segundo para localizar y unir una unión cebador / molde. Una vez que se une, una ADN polimerasa no procesadora agrega nucleótidos a una velocidad de un nucleótido por segundo. Sin embargo, las ADN polimerasas procesivas agregan múltiples nucleótidos por segundo, lo que aumenta drásticamente la velocidad de síntesis de ADN. El grado de procesividad es directamente proporcional a la tasa de síntesis de ADN. La tasa de síntesis de ADN en una célula viva se determinó primero como la tasa de elongación del ADN del fago T4 en bacterias infectadas con bacteriófagos. Durante el período de aumento exponencial del ADN a 37 °C, la tasa fue de 749 nucleótidos por segundo. 
La capacidad de la ADN polimerasa para deslizarse a lo largo de la plantilla de ADN permite una mayor procesividad. Hay un aumento dramático en la procesividad en la bifurcación de replicación. Este aumento se ve facilitado por la asociación de la ADN polimerasa con proteínas conocidas como abrazadera deslizante de ADN. Las pinzas son múltiples subunidades de proteínas asociadas en forma de anillo. Utilizando la hidrólisis de ATP, una clase de proteínas conocidas como proteínas de carga de abrazadera deslizante abren la estructura de anillo de las abrazaderas deslizantes de ADN permitiendo la unión y liberación de la hebra de ADN. Interacción proteína-proteína con la pinza evita que la ADN polimerasa se difunda desde la plantilla de ADN, lo que garantiza que la enzima se una a la misma unión cebador/plantilla y continúe la replicación. La ADN polimerasa cambia de conformación, aumentando la afinidad por la pinza cuando se asocia con ella y disminuyendo la afinidad cuando completa la replicación de un tramo de ADN para permitir la liberación de la pinza.

## Reacción en cadena de la polimerasa
La propiedad de las ADN polimerasas para replicar hebras de ADN se utiliza para la reacción en cadena de la polimerasa, conocida como PCR por sus siglas en inglés, para obtener un gran número de copias de un fragmento de ADN particular, amplificándolo para propósitos de investigación. En los procesos de PCR se requiere la utilización de polimerasas termoestables, como la polimerasa Taq, debido a que es necesario aplicar altas temperaturas para desnaturalizar la molécula de ADN.

## Familias de ADN polimerasas
Según la homología de su estructura y la secuencia de aminoácidos las ADN polimerasas se pueden clasificar en 6 familias. Las ADN polimerasas de los virus de ADN son difíciles de clasificar en los siguientes grupos debido a la alta divergencia de las secuencias virales.
- Familia A: Incluye las ADN polimerasas eucariotas γ, θ, ν, la procariota I y la viral T7.
- Familia B: Incluye las ADN polimerasas eucariotas ζ, α, δ, ε y la procariotas II. También se ha propuesto la inclusión de algunas ADN polimerasas virales.
- Familia D: Incluye la ADN polimerasa procariota D y también se ha propuesto la inclusión de algunas ADN polimerasas virales.
- Familia X: Incluye las ADN polimerasas eucariotas β, σ, λ, μ, TDT y la procariota III.
- Familia Y: Incluye las ADN polimerasas eucariotas ι, κ, η  y las procariotas IV y V.
- Familia RT: Incluye la telomerasa exclusiva de los eucariotas y las transcriptasas inversas virales, eucariotas y procariotas.

## ADN polimerasas procariotas

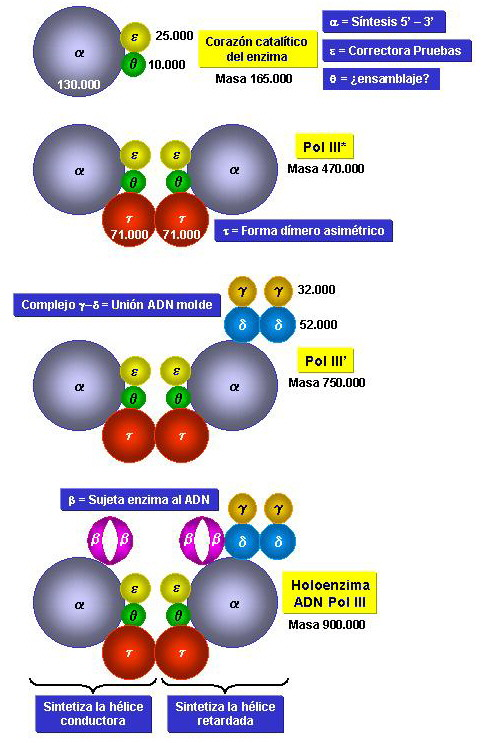
Holoenzima ADN Pol III de E. coli.

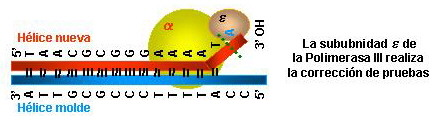
Actividad correctora exonucleasa 3' → 5' de la subunidad ε de la holoenzima ADN Pol III.

Las ADN polimerasas de los procariotas (arqueas y bacterias) son: las Pol I, II, III, IV, V, B, D y la RT cada una de ellas está especializada en una o más de éstas funciones según cuál sea su papel en la replicación. Las polimerasas procarióticas existen en dos formas: polimerasa central y holoenzima. La polimerasa central sintetiza ADN a partir de la plantilla de ADN, pero no puede iniciar la síntesis sola o con precisión. La holoenzima inicia la síntesis con precisión.

### Pol I
Las polimerasas procariotas de la familia A incluyen la enzima ADN polimerasa I (Pol I), que está codificada por el gen polA y es ubicua entre los procariotas. Esta polimerasa reparadora participa en la reparación por escisión con actividad exonucleasa 3'-5 'y 5'-3' y en el procesamiento de fragmentos de Okazaki generados durante la síntesis de la hebra retrasada. Pol I es la polimerasa más abundante y representa> 95% de la actividad polimerasa en E. coli; sin embargo, se han encontrado células que carecen de Pol I, lo que sugiere que la actividad de Pol I puede ser reemplazada por las otras cuatro polimerasas. Pol I agrega ~ 15-20 nucleótidos por segundo, mostrando así una pobre procesividad. En cambio, Pol I comienza a agregar nucleótidos en el cebador de ARN: unión de plantilla conocida como el origen de replicación (ori). Aproximadamente 400 pb aguas abajo del origen, la holoenzima Pol III se ensambla y se hace cargo de la replicación a una velocidad y naturaleza altamente procesivas.
La polimerasa Taq es una enzima termoestable de esta familia que carece de capacidad de corrección de pruebas.

### Pol II
La ADN polimerasa II es una polimerasa de la familia B codificada por el gen polB. Pol II tiene actividad de exonucleasa 3'-5 'y participa en la reparación del ADN , el reinicio de la replicación para evitar lesiones, y su presencia celular puede pasar de ~ 30-50 copias por célula a ~ 200-300 durante la inducción de SOS. También se cree que Pol II es una copia de seguridad de Pol III, ya que puede interactuar con proteínas holoenzimáticas y asumir un alto nivel de procesividad. Se cree que el papel principal de Pol II es la capacidad de dirigir la actividad de la polimerasa en la bifurcación de replicación y ayudó a detener los desajustes terminales de derivación de Pol III.

### Pol III
La holoenzima de la ADN polimerasa III es la enzima principal involucrada en la replicación del ADN en los procariotas y pertenece a la familia de las polimerasas C. Consta de tres conjuntos: el núcleo pol III, el factor de procesividad de la abrazadera deslizante beta y el complejo de carga de la abrazadera. El núcleo consta de tres subunidades: α, el centro de actividad de la polimerasa, ɛ, corrector de pruebas exonucleolítico y θ, que puede actuar como estabilizador para ɛ. El factor de procesividad de la abrazadera deslizante beta también está presente por duplicado, uno para cada núcleo, para crear una abrazadera que encierra el ADN, lo que permite una alta procesividad. El tercer conjunto es un complejo cargador de pinzas de siete subunidades (τ2γδδ′χψ). 
El viejo "modelo de trombón" de los libros de texto describe un complejo de alargamiento con dos equivalentes de la enzima central en cada horquilla de replicación (RF), uno para cada hebra, el rezagado y el adelantado. Sin embargo, la evidencia reciente de estudios de una sola molécula indica un promedio de tres equivalentes estequiométricos de enzima central en cada RF tanto para Pol III como para su contraparte en B. subtilis, PolC. La microscopía fluorescente en la célula ha revelado que la síntesis de la cadena principal puede no ser completamente continua, y Pol III* (es decir, las subunidades α, ε, τ, δ y χ de la holoenzima sin la abrazadera deslizante ß2) tiene una alta frecuencia de disociación de los RF activos. En estos estudios, la tasa de rotación de la horquilla de replicación fue de aproximadamente 10 s para Pol III *, 47 s para la pinza deslizante ß2 y 15 m para la helicasa DnaB. Esto sugiere que la helicasa DnaB puede permanecer asociada de manera estable en los RF y servir como un punto de nucleación para la holoenzima competente. Los estudios in vitro de una sola molécula han demostrado que Pol III * tiene una alta tasa de renovación de RF cuando está en exceso, pero permanece asociada de manera estable con horquillas de replicación cuando la concentración es limitante.  Otro estudio de una sola molécula mostró que la actividad de la helicasa de ADNB y el alargamiento de la hebra pueden proceder con una cinética estocástica desacoplada.

### Pol IV
La ADN polimerasa IV (Pol IV) es una ADN polimerasa propensa a errores que participa en mutagénesis no dirigida. Pol IV es una polimerasa de la familia Y expresada por el gen dinB que se activa mediante la inducción de SOS causada por polimerasas estancadas en la bifurcación de replicación. Durante la inducción de SOS, la producción de Pol IV se multiplica por diez y una de las funciones durante este tiempo es interferir con la procesividad de la holoenzima Pol III. Esto crea un punto de control, detiene la replicación y da tiempo para reparar las lesiones del ADN a través de la vía de reparación adecuada. Otra función de Pol IV es realizar la síntesis de translesiones en la bifurcación de replicación estancada como, por ejemplo, eludir los aductos de N2-desoxiguanina a un ritmo más rápido que atravesar el ADN no dañado. Las células que carecen del gen dinB tienen una mayor tasa de mutagénesis causada por agentes que dañan el ADN.

### Pol V
La ADN polimerasa V (Pol V) es una ADN polimerasa de la familia Y que participa en la respuesta SOS y en los mecanismos de reparación del ADN de la síntesis de translesión. La transcripción de Pol V a través de los genes umuDC está altamente regulada para producir solo Pol V cuando el ADN dañado está presente en la célula y genera una respuesta SOS. Las polimerasas estancadas hacen que RecA se una al ssDNA, lo que hace que la proteína LexA se digiera automáticamente. LexA pierde entonces su capacidad para reprimir la transcripción del operón umuDC. La misma nucleoproteína RecA-ssDNA modifica postraduccionalmente la proteína UmuD en proteína UmuD '. UmuD y UmuD 'forman un heterodímero que interactúa con UmuC, que a su vez activa la actividad catalítica de la polimerasa de umuC en el ADN dañado. Se ha propuesto un modelo de "cinturón de herramientas" de polimerasa para cambiar la pol III por la pol IV en una horquilla de replicación detenida, donde ambas polimerasas se unen simultáneamente a la pinza β. Sin embargo, la participación de más de una polimerasa TLS trabajando en sucesión para evitar una lesión aún no se ha demostrado en E. coli. Además, Pol IV puede catalizar tanto la inserción como la extensión con alta eficiencia, mientras que pol V se considera la principal polimerasa SOS TLS. Un ejemplo es la derivación del entrecruzamiento de guanina timina intracatenaria donde se demostró, basándose en la diferencia en las firmas mutacionales de las dos polimerasas, que pol IV y pol V compiten por TLS del entrecruzamiento intracatenario.

### Familia D
En 1998, se descubrió la familia D de ADN polimerasas. El complejo PolD es un heterodímero de dos cadenas, cada una codificada por DP1 (corrección pequeña) y DP2 (catalítico grande). A diferencia de otras ADN polimerasas, la estructura y el mecanismo del núcleo catalítico DP2 se parecen a los de las ARN polimerasas de múltiples subunidades. La interfaz DP1-DP2 se parece a la del dedo de zinc de polimerasa eucariota de clase B y su pequeña subunidad. DP1, una exonucleasa similar a Mre11, es probablemente el precursor de una pequeña subunidad de Pol α y ε, proporcionando capacidades de corrección de pruebas ahora perdidas en eucariotas. Su dominio HSH N-terminal es similar a las proteínas AAA, especialmente la subunidad δ y RuvB de Pol III , en estructura. DP2 tiene un dominio KH de clase II. PolD es más estable al calor y más preciso que la polimerasa Taq , pero aún no se ha comercializado. Se ha sugerido que la ADN polimerasa de la familia D fue la primera en evolucionar en organismos celulares y que la polimerasa replicativa del último antepasado común universal (LUCA) pertenecía a la familia D.

### Transcriptasa inversa (RT)
Es una ADN polimerasa dependiente de ARN (RdDp) que sintetiza ADN a partir de una plantilla de ARN. La familia de la transcriptasa inversa contiene tanto la funcionalidad de la ADN polimerasa como la funcionalidad de la ARNasa H, que degrada el ARN emparejado con el ADN. La transcriptasa inversa se emplea comúnmente en la amplificación de ARN con fines de investigación. Usando una plantilla de ARN, la PCR puede utilizar la transcriptasa inversa, creando una plantilla de ADN. Esta nueva plantilla de ADN se puede utilizar para una amplificación típica por PCR. Los productos de tal experimento son, por tanto, productos de PCR amplificados a partir de ARN. 
La transcripción inversa se acompaña de un cambio de plantilla entre las dos copias del genoma (recombinación por elección de copia). De 5 a 14 eventos de recombinación por genoma ocurren en cada ciclo de replicación. El cambio de plantilla (recombinación) parece ser necesario para mantener la integridad del genoma y como un mecanismo de reparación para salvar los genomas dañados

## ADN polimerasa en eucariotas
Hay varios tipos de ADN polimerasa en los eucariotas: son las Pol ζ, α, δ, γ, θ, ν, ε, β, σ, λ, μ, ι, κ, η, TDT y la RT. La primasa (que es parte de la molécula de ADN polimerasa α) sintetiza cebadores de ARN y además comienza la elongación con ADN de las dos cadenas. Después se produce un cambio de polimerasa y entra la ADN polimerasa σ, que continúa la síntesis.

### Polimerasas β, λ, σ, μ (beta, lambda, sigma, mu) y TdT
Las polimerasas de la familia X contienen la polimerasa eucariota pol β (beta) bien conocida, así como otras polimerasas eucariotas como Pol σ (sigma), Pol λ (lambda) , Pol μ (mu) y desoxinucleotidil transferasa terminal (TdT) . Las polimerasas de la familia X se encuentran principalmente en vertebrados y algunas se encuentran en plantas y hongos. Estas polimerasas tienen regiones altamente conservadas que incluyen dos motivos hélice-horquilla-hélice que son imperativos en las interacciones ADN-polimerasa. Un motivo está ubicado en el dominio de 8 kDa que interactúa con el ADN corriente abajo y un motivo está ubicado en el dominio del pulgar que interactúa con la cadena del cebador. Pol β, codificado por el gen POLB, es necesario para la reparación por escisión de base de parche corto, una vía de reparación del ADN que es esencial para reparar bases alquiladas u oxidadas, así como sitios abásicos . Pol λ y Pol μ, codificados por los genes POLL y POLM respectivamente, están involucrados en la unión de extremos no homólogos , un mecanismo para volver a unir las roturas de doble cadena del ADN debido al peróxido de hidrógeno y la radiación ionizante, respectivamente. TdT se expresa solo en tejido linfoide y añade "n nucleótidos" a las roturas de doble hebra formadas durante la recombinación V (D) J para promover la diversidad inmunológica.

### Polimerasas α, δ y ε (alfa, delta y épsilon)
Pol α (alfa) , Pol δ (delta) y Pol ε (épsilon) son miembros de las polimerasas de la familia B y son las principales polimerasas implicadas en la replicación del ADN nuclear. El complejo Pol α (complejo pol α-ADN primasa) consta de cuatro subunidades: la subunidad catalítica POLA1 , la subunidad reguladora POLA2 y las subunidades primasa pequeña y grande PRIM1 y PRIM2, respectivamente. Una vez que la primasa ha creado el cebador de ARN, Pol α comienza la replicación alargando el cebador con ~ 20 nucleótidos. Debido a su alta procesividad, Pol δ se hace cargo de la síntesis de las cadenas principales y retrasadas de Pol α. Pol δ se expresa mediante los genes POLD1 , creando la subunidad catalítica, POLD2 , POLD3 y POLD4 creando las otras subunidades que interactúan con el antígeno nuclear de células proliferantes (PCNA), que es una abrazadera de ADN que permite que Pol δ posea procesividad. Pol ε está codificado por el gen POLE1, la subunidad catalítica, POLE2 y POLE3. Se ha informado que la función de Pol ε es extender la cadena principal durante la replicación, mientras que Pol δ replica principalmente la hebra rezagada; sin embargo, evidencia reciente sugirió que Pol δ también podría tener un papel en la replicación de la cadena principal de ADN. La región C-terminal de Pol ε "reliquia de la polimerasa", a pesar de ser innecesaria para la actividad de la polimerasa, se cree que es esencial para la vitalidad celular. Se cree que la región C-terminal proporciona un punto de control antes de entrar en anafase, proporciona estabilidad a la holoenzima y agrega proteínas a la holoenzima necesarias para el inicio de la replicación. Pol ε tiene un dominio "palma" más grande que proporciona alta procesividad independientemente del PCNA. 
En comparación con otras polimerasas de la familia B, la familia de exonucleasas DEDD responsable de la corrección de pruebas está inactivada en Pol α. Pol ε es único en el sentido de que tiene dos dominios con dedos de zinc y una copia inactiva de otra polimerasa de la familia B en su C-terminal. La presencia de este dedo de zinc tiene implicaciones en los orígenes de Eukaryota, que en este caso se coloca en el grupo Asgard con polimerasa arqueal B3.

### Polimerasas η, ι y κ (eta, iota y kappa)
Pol η (eta) , Pol ι (iota) y Pol κ (kappa), son ADN polimerasas de la familia Y implicadas en la reparación del ADN por síntesis de translesión y codificadas por los genes POLH, POLI y POLK respectivamente. Los miembros de la Familia Y tienen cinco motivos comunes para ayudar a unir el sustrato y el extremo del cebador y todos incluyen los dominios típicos del pulgar, la palma y el dedo de la mano derecha con dominios agregados como el dedo meñique (LF), el dominio asociado a la polimerasa (PAD) o muñeca. El sitio activo, sin embargo, difiere entre los miembros de la familia debido a las diferentes lesiones que se reparan. Las polimerasas de la familia Y son polimerasas de baja fidelidad, pero se ha demostrado que hacen más bien que mal, ya que las mutaciones que afectan a la polimerasa pueden causar diversas enfermedades, como cáncer de piel y la variante de Xeroderma Pigmentosum (XPS). La importancia de estas polimerasas se evidencia por el hecho de que el gen que codifica la ADN polimerasa η se conoce como XPV, porque la pérdida de este gen da como resultado la variante Xeroderma Pigmentosum de la enfermedad. Pol η es particularmente importante para permitir una síntesis de translesión precisa del daño del ADN resultante de la radiación ultravioleta. La funcionalidad de Pol κ no se comprende completamente, pero los investigadores han encontrado dos funciones probables. Se cree que Pol κ actúa como un extensor o un insertador de una base específica en ciertas lesiones del ADN. Las tres polimerasas de síntesis de translesiones, junto con Rev1, se reclutan en las lesiones dañadas a través de ADN polimerasas replicativas estancadas. Hay dos vías de reparación de daños que llevan a los investigadores a concluir que la vía elegida depende de qué hebra contiene el daño, la hebra principal o la rezagada.

### Polimerasas Rev1 y ζ (zeta)
La Pol ζ otra polimerasa de la familia B, está formada por dos subunidades Rev3, la subunidad catalítica, y Rev7 (MAD2L2), que aumenta la función catalítica de la polimerasa y participa en la síntesis de translesiones. Pol ζ carece de actividad exonucleasa 3 'a 5', es único porque puede extender cebadores con desajustes terminales. Rev1 tiene tres regiones de interés en el dominio BRCT , dominio de unión a ubiquitina, y dominio C-terminal y tiene capacidad de transferasa de dCMP, que agrega lesiones opuestas de desoxicitidina que detendrían las polimerasas replicativas Pol δ y Pol ε. Estas polimerasas estancadas activan complejos de ubiquitina que a su vez disocian las polimerasas de replicación y reclutan Pol ζ y Rev1. Juntos, Pol ζ y Rev1 añaden desoxicitidina y Pol ζ se extiende más allá de la lesión. A través de un proceso aún indeterminado, Pol ζ se disocia y las polimerasas de replicación se reasocian y continúan la replicación. Pol ζ y Rev1 no son necesarios para la replicación, pero la pérdida del gen REV3 en la levadura en gemación puede causar una mayor sensibilidad a los agentes que dañan el ADN debido al colapso de las horquillas de replicación donde las polimerasas de replicación se han estancado.

### Polimerasas γ, θ y ν (gamma, theta y nu)
Pol γ (gamma), Pol θ (theta) y Pol ν (nu) son polimerasas de la familia A. Durante mucho tiempo se pensó que Pol γ, codificada por el gen POLG era la única polimerasa mitocondrial. Sin embargo, investigaciones recientes muestran que al menos Pol β (beta) , una polimerasa de la Familia X, también está presente en las mitocondrias. Cualquier mutación que produzca una Pol γ limitada o que no funcione tiene un efecto significativo sobre el ADNmt y es la causa más común de trastornos mitocondriales hereditarios autosómicos. Pol γ contiene un dominio de polimerasa C-terminal y un dominio de exonucleasa N-terminal 3'-5 'que están conectados a través de la región enlazadora, que se une a la subunidad accesoria. La subunidad accesoria se une al ADN y es necesaria para la procesividad de Pol γ. La mutación puntual A467T en la región enlazadora es responsable de más de un tercio de todos los trastornos mitocondriales asociados con Pol γ. Si bien muchos homólogos de Pol θ, codificados por POLQgen, se encuentran en eucariotas, su función no se comprende claramente. La secuencia de aminoácidos en el extremo C es lo que clasifica a Pol θ como polimerasa de la familia A, aunque la tasa de error de Pol θ está más estrechamente relacionada con las polimerasas de la familia Y. Pol θ extiende los extremos del cebador que no coinciden y puede eludir sitios abásicos añadiendo un nucleótido. También tiene actividad desoxirribofosfodiesterasa (dRPasa) en el dominio de la polimerasa y puede mostrar actividad ATPasa en estrecha proximidad al ssDNA. Pol ν (nu) se considera la menos eficaz de las enzimas polimerasas. Sin embargo, la ADN polimerasa nu juega un papel activo en la reparación de la homología durante las respuestas celulares a los enlaces cruzados, cumpliendo su función en un complejo con helicasa.

### Transcriptasa inversa (RT)
Es una ADN polimerasa dependiente de ARN (RdDp) que sintetiza ADN a partir de una plantilla de ARN. La familia de la transcriptasa inversa contiene tanto la funcionalidad de la ADN polimerasa como la funcionalidad de la ARNasa H, que degrada el ARN emparejado con el ADN. La transcriptasa inversa se emplea comúnmente en la amplificación de ARN con fines de investigación. Usando una plantilla de ARN, la PCR puede utilizar la transcriptasa inversa, creando una plantilla de ADN. Esta nueva plantilla de ADN se puede utilizar para una amplificación típica por PCR. Los productos de tal experimento son, por tanto, productos de PCR amplificados a partir de ARN. 
La transcripción inversa se acompaña de un cambio de plantilla entre las dos copias del genoma (recombinación por elección de copia). De 5 a 14 eventos de recombinación por genoma ocurren en cada ciclo de replicación. El cambio de plantilla (recombinación) parece ser necesario para mantener la integridad del genoma y como un mecanismo de reparación para salvar los genomas dañados.

### Telomerasa
La telomerasa es una enzima que funciona para replicar los extremos de los cromosomas lineales, ya que la ADN polimerasa normal no puede replicar los extremos o los telómeros. El saliente 3 'monocatenario del cromosoma bicatenario con la secuencia 5'-TTAGGG-3' recluta telomerasa. La telomerasa actúa como otras ADN polimerasas al extender el extremo 3 ', pero, a diferencia de otras ADN polimerasas, la telomerasa no requiere una plantilla. La subunidad TERT, un ejemplo de transcriptasa inversa, utiliza la subunidad de ARN para formar la unión cebador-molde que permite que la telomerasa extienda el extremo 3 'de los extremos del cromosoma. Se cree que la disminución gradual del tamaño de los telómeros como resultado de muchas replicaciones a lo largo de la vida está asociada con los efectos del envejecimiento.

## ADN polimerasas virales
Los virus de ADN sintetizan una gran variedad de ADN polimerasas, que en su mayoría no están emparentadas con las ADN polimerasas celulares o con las de otros virus de ADN. Los virus retrotranscritos como el VIH se caracterizan por sintetizar transcriptasas inversas, las cuales si están emparentadas entre sí y también con las transcriptasas inversas celulares en especial con las eucariotas.
El fago Φ29 sintetiza una ADN polimerasa propia. Esta enzima es muy utilizada en biología molecular para múltiples procedimientos de desplazamiento de amplificación de ADN, y tiene una serie de características que la hacen particularmente adecuada para esta aplicación.